# Francesco da Tolentino
Francesco da Tolentino (Tolentino, ... – ...; fl. 1495-1535 circa) è stato un pittore italiano.

## Biografia
Nato a Tolentino, probabilmente lasciò la sua città da giovane per trasferirsi in Umbria e poi fu attivo a Napoli e altrove in Campania e in Puglia, nell'agro Nolano, a Melfi e a Serracapriola. Dipinse un trittico per il Palazzo Vescovile di Melfi. Il suo lavoro mostra l'influenza, se non il tutoraggio, di Pietro Paolo Agabiti e Antonio Solario.